# Aleksander Bentkowski
Aleksander Bentkowski (ur. 14 lutego 1941 w Stanisławowie) – polski adwokat i polityk, poseł na Sejm X, I, II i III kadencji, senator VI kadencji, minister sprawiedliwości w rządzie Tadeusza Mazowieckiego, prezes klubu piłkarskiego Resovia.

## Życiorys
W latach 1961–1965 działał w Związku Młodzieży Wiejskiej, od 1962 był członkiem Zjednoczonego Stronnictwa Ludowego (m.in. zasiadał w naczelnym komitecie tej partii), następnie przystąpił do Polskiego Stronnictwa Ludowego.
W 1965 ukończył studia prawnicze na Uniwersytecie Wrocławskim, odbył następnie aplikacje sądową (1968) i adwokacką (1971). Podjął praktykę w zawodzie adwokata. W latach 1986–1989 wchodził w skład Naczelnej Rady Adwokackiej.
Od września 1989 do stycznia 1991 zajmował stanowisko ministra sprawiedliwości w rządzie Tadeusza Mazowieckiego. Od marca 1990 był jednocześnie prokuratorem generalnym.
Od 1989 do 2001 przez cztery kadencje sprawował mandat posła na Sejm. W X i I kadencji przewodniczył sejmowej Komisji Sprawiedliwości, w II kadencji przewodniczył Komisji Sprawiedliwości i Praw Człowieka, w III kadencji był wiceprzewodniczącym tej komisji. W wyborach w 2001 bez powodzenia ubiegał się o reelekcję. Od 1992 do 1997 reprezentował Sejm w Krajowej Radzie Sądownictwa. W 1992 jego nazwisko znalazło się na tzw. liście Macierewicza (jako zarejestrowany tajny współpracownik służb specjalnych PRL). Jego proces lustracyjny rozpoczął się w 1999, Aleksander Bentkowski po kilkuletnim postępowaniu został oczyszczony z zarzutu „kłamstwa lustracyjnego”.
W latach 2002–2003 był prezesem Agencji Restrukturyzacji i Modernizacji Rolnictwa. W wyborach w 2004 bez powodzenia kandydował do Parlamentu Europejskiego i w wyborach uzupełniających do Senatu. W wyborach w 2005 został wybrany na senatora VI kadencji z okręgu rzeszowskiego. Zasiadał w Komisji Praw Człowieka i Praworządności oraz Komisji Ustawodawczej. W 2007 nie ubiegał się o reelekcję.
Do czerwca 2014 pełnił funkcję prezesa klubu piłkarskiego Resovia, po ustąpieniu ze stanowiska otrzymał tytuł honorowego prezesa Resovii.

## Odznaczenia
W 1985 odznaczony Srebrnym Krzyżem Zasługi.